# 邁克·丹比
邁克·丹比（Michael Danby，1955年2月16日—）是一位澳洲政治人物，他的黨籍是澳洲工黨。自1999年開始，他是霍爾特選區選出的澳大利亞眾議院的議員。他是一位猶太教徒。